# 原町 (静岡県)
原町（はらまち）は、かつて存在した静岡県駿東郡の町である。
江戸時代には東海道五十三次の一つ、原宿が設置されていた。

## 来歴
- 1889年（明治22年） 4月1日 - 町村制の施行により、駿東郡原宿、大塚町、一本松新田、助兵衛新田及び植田新田の区域をもって、駿東郡原町が発足する。
- 1955年（昭和30年） 4月29日 - 駿東郡原町及び浮島村が合併して、改めて駿東郡原町が発足する。
- 1956年（昭和31年）4月1日 - 旧浮島村の区域の内、境、船津及び西船津の区域が吉原市(現・富士市)に編入する。
- 1968年（昭和43年）4月1日 - 沼津市に編入する

白隠ゆかりの松蔭寺や興国寺城跡がある。
沼津市と比べ地価が安いことから戦後急速に宅地化が進んだ。

## 交通

### 鉄道
東海道本線
- 原駅

### 道路
国道1号
現在は東名高速道路や新東名高速道路が旧町内を通るが、当時は未開業。